# Клан Колдер

Герб вождів клану Калдер.

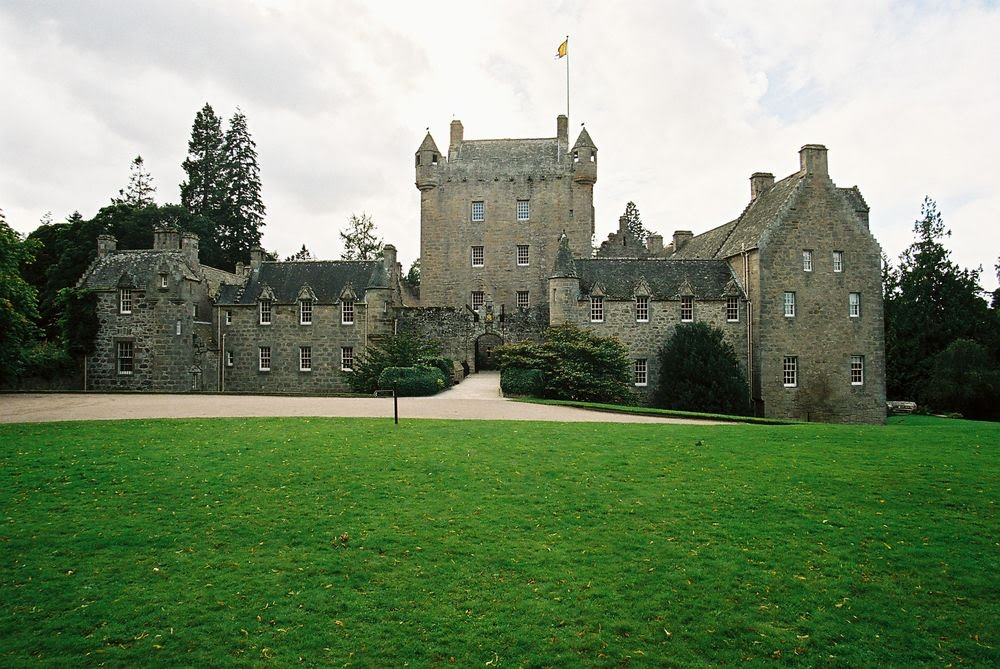
Замок Кавдор - давня резиденція вождів клану Колдер.

Клан Колдер (шотл. - Clan Calder) - клан Калдер, клан Кавдор - один з кланів Шотландії. Володів землями як в рівнинній (Лоуленді), так і в гірській (Гайленд) частинах Шотландії. На сьогодні клан не має визнаного герольдами Шотландії та Лордом Лева вождя, тому називається «кланом зброєносців».
Гасло клану: Be mindful - Будьте уважні 
Землі клану: Інвернесс
Резиденція вождя клану: Замок Кавдор (шотл. - Cawdor Castle)

## Історія клану Колдер

### Походження клану Колдер
Вважається, що назва клану Колдер, Калдер походить від давнього бритського слова, що означає «жорстока вода», «згубна вода», «вода руйнівної сили». У сучасній валійській мові є аналогічне слово caled - калед. Можливо, це слово в давнину означало «кам'яна річка». Така топографічна назва зустрічається в різних частинах Шотландії. Є Східний Колдер, Західний Колдер біля Единбурга, Колдервуд біля Глазго. 
Історик Вільям Андерсон стверджував, що назва Колдер і сам клан походить від французького лицаря Уго де Каделла, нащадки якого стали танами Калдер (гельск. - Thane Calder) чи танами Кавдор (шотл. - Thane Cawdor) в Шотландії. Історик Джордж Фрейзер Блек наводить документ щодо земель Монтроз, де вказується Гуго де Каледор (шотл. - Hugo de Kaledouer). Документ датується 1178 роком. Але ця назва виникла в землях Інвернесс, де лицарі Каледер стали відомими і багатими шляхтичами, мали великі земельні володіння починаючи з XIV століття. ІІІ вождь клану Колдер - тан Кавдор був вбитий сером Олександром Райтом біля замку Райт. 

### XV - XVI століття
Потужний замок Кавдор був побудований кланом Колдер близько 1454 року. Вожді клану Колдер одружувались з дочками вождів інших шотландських кланів, зокрема з клану Роуз, з дочками баронів Кілравок. Клан занепав, коли Арчибальд Кемпбелл - II граф Аргайл, вождь клану Кемпбелл разом з вождем клану Роуз - Х'ю Роуз Кілравок були призначені опікунами дитини Мюріель Колдер, що успадкувала майно і землі клану Колдер. Щодо спадку клану Колдер, то було надто багато бажаючих цей спадок привласнити. Люди клану Кемпбелл викрали дитину, щоб вона стала чстиною клану Кемпбелл. Але проти цього виступили проти Олександр Колдер - дядько Мюріель Колдер та Х’ю Колдер. Відбулись сутички між кланом Колдер і кланом Кемпбелл. Вождь клану Кемпбелл втратив шість своїх синів у сутичках з кланом Колдер. Мюріель Колдер була останньою з вождів клану Колдер. Вона була вихована як людина клану Кемпбелл і вийшла заміж за сера Джона Кемпбелла - сина графа Аргайл. Мюріель Колдер померла близько 1575 року, але її нащадку Джону Кемпбеллу Кавдору було даровано титули пера, лорда, тана в 1796 році. Його син отримав титул І графа Кавдор в 1828 році. Графи Кавдор досі живуть у замку Кавдор - давній резиденції вождів клану Колдер. 
Інша гілка вождів клану Колдер - Колдер Ассвенлі отримали землі в Елгін у 1440 році. У 1668 році вони отримали титул баронета Нової Шотландії. Найбільш відомою людиною цієї септи клану Колдер був Роберт Колдер, що прославився під час Наполеонівських війн. 

### Сучасна історія клану Колдер
Під час Другої світової війни сер Джеймс Колдер був радником міністерства постачання. Люди клану Колдер все ще живуть біля Інвернесс і сьогодні. Дуглас Колдер був президентом Королівської спілки архітекторів Шотландії і був призначений директором з планування регіону Хайленд у 1974 році.

## Замки клану Колдер
- Замок Кавдор (шотл. - Cawdor Castle) - розташований у п'яти милях на північний захід від Наїма. Велика частина нинішнього замку була побудована кланом Колдер. Це велика фортеця, що датується XIV століттям, має внутрішній двір і низку додаткових будівель. У замок можна дістатися по підйомному мосту через рів.
- Замок Наїм (шотл. - Nairn Castle) -  датується XII століттям, був побудований Вільгельмом Левом. Хранителі замку були вожді клану Колдер як тани Кавдор. Вважається, що саме в цьому замку король Дункан був вбитий Макбетом.
- Замок Аслоун (шотл. - Asloun Castle) - у двох милях на північний захід від Алфорду, Абердиншир, замок мав своєрідну Z-подібну вежу та будинок XVI століття, але від них мало що залишилося. Належав клану Колдер, але потім перейшов у власність клану Форбс.
- Замок Асвенлі (шотл. - Aswanley House) - в семи милях на захід від Хантлі, належав клану Колдер з 1440 року, був проданий в 1768 році клану Дафф Брако через борги.